# جزر آنجو
جزر آنزو أو جزر أنجو (بالروسية: острова Анжу) (ياقوتية:Анжу арыылара) هي أرخبيل وتفرع جغرافي لأرخبيل جزر سيبيريا الجديدة. وتقع بين بحر لابتيف وبحر سيبيريا الشرقي في المحيط المتجمد الشمالي الروسي.

## التسمية
سُميت جزر آنزو على المستكشف الروسي بيوتر أنجو، وهو مولود في روسيا، وعائلته بروستاتية لجأت من محافظة أنجو الفرنسية.

## الجغرافيا
تبلغ المساحة الإجمالية للجزر حوالي 29,000 كم 2 ومجموعة الجزر هذه منطقة غير مسكونة. وهي تقع ضمن الحدود الإدارية لجمهورية ساخا، في روسيا.

### الجزر الرئيسة
- جزيرة بلكوفسكي.
- جزيرة كوتيلني.
- بانج لاند.
- جزيرة فاديفسكي.
- سيبيريا الجديدة.